# European Launcher Development Organisation

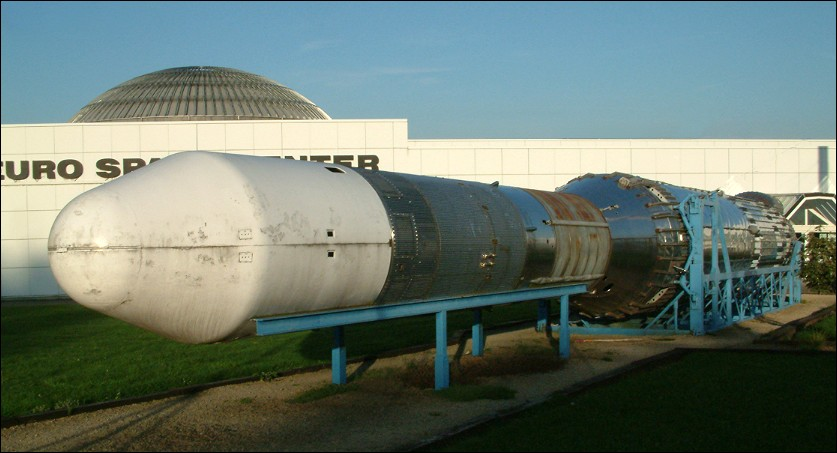
Europa 2 Rakete. Länge 31,65 m, Durchmesser 3,69 m

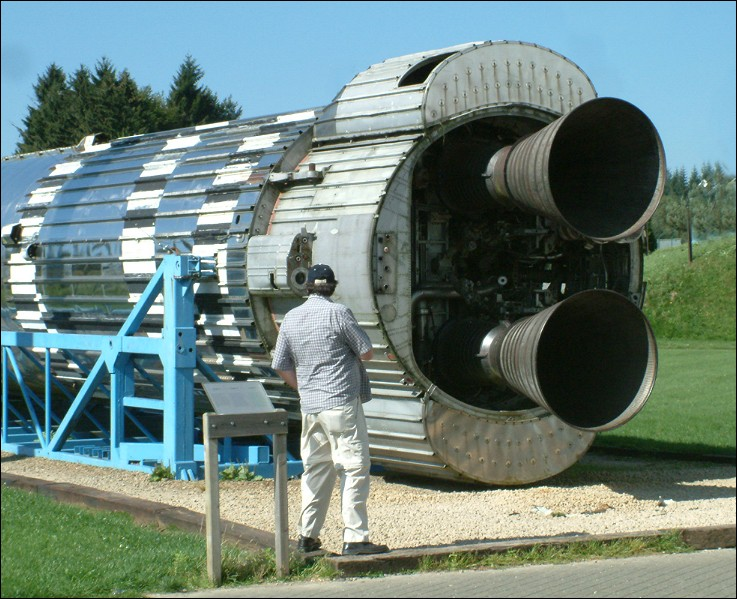
Rolls-Royce-Triebwerke RZ-12 der Unterstufe, Schub 2 × 670 kN

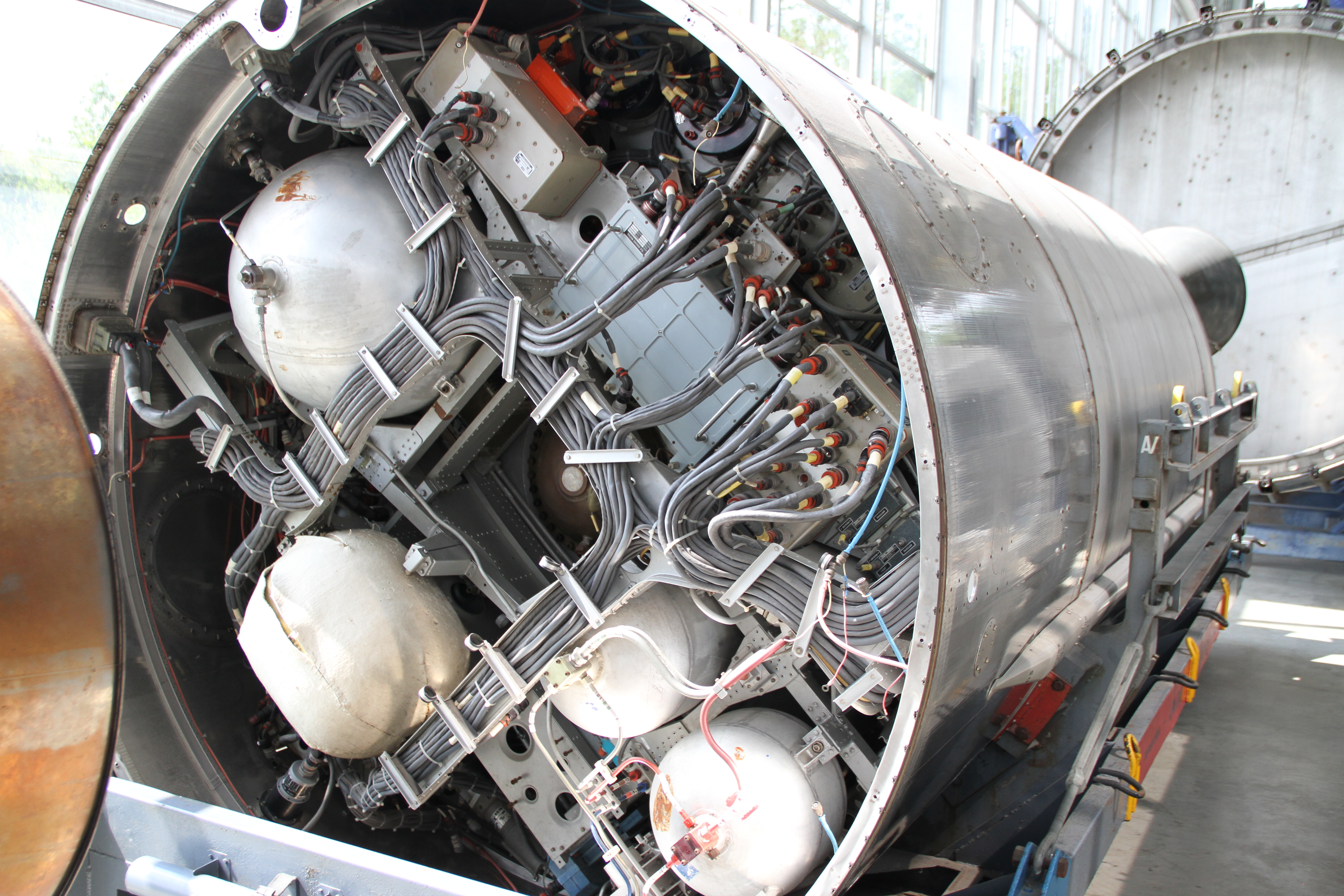
Coralie

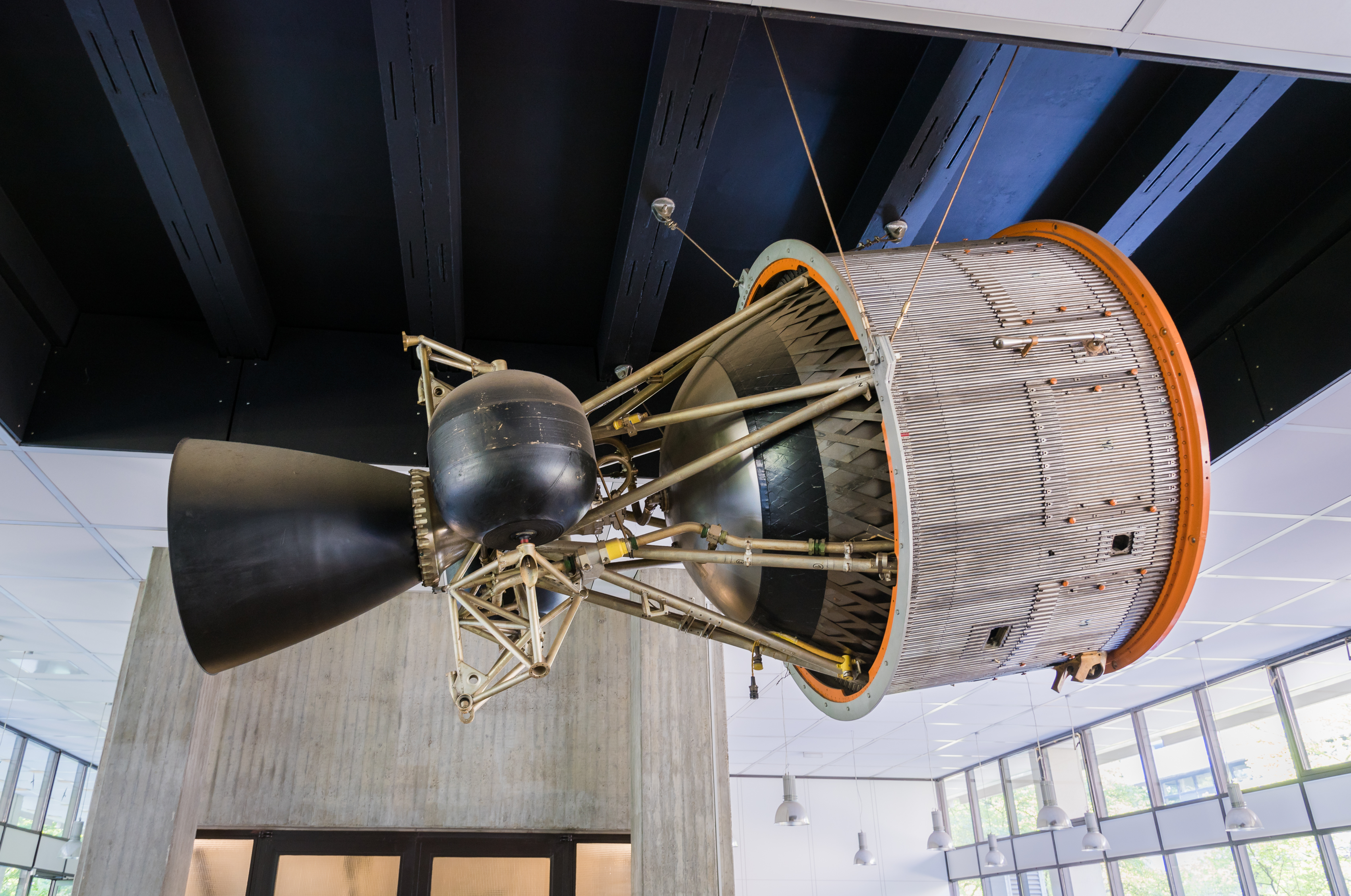
Astris

Die European Launcher Development Organisation (ELDO) wurde 1962 durch sechs europäische Staaten und Australien gegründet. Ihre Konvention trat am 29. Februar 1964 in Kraft. Zweck der ELDO war die Entwicklung einer europäischen Trägerrakete, der Europa. Damit wollte sich Europa einen von den USA unabhängigen Zugang zum Weltraum erschließen.
Der Etat der ELDO betrug 1972 rund 79,3 Millionen US-Dollar und wurde zu 90 Prozent von Deutschland und Frankreich getragen. Italien stellte bereits 1969 seine Beitragszahlungen ein.
Am 1. Mai 1973 stellten die verbliebenen Beitragszahler Frankreich, Deutschland und Großbritannien ihre Zahlungen ein. Nach den missglückten Starts der Europa-II-Rakete, zuletzt am 5. Mai 1971, nahm das Engagement der Mitgliedsstaaten immer mehr ab, weshalb die ELDO 1973 ihre Tätigkeiten einstellte und ihre Aufgaben auf die European Space Research Organisation (ESRO) übertrug, mit der sie 1975 zur europäischen Weltraumorganisation European Space Agency (ESA) fusionierte.
Australien war Mitglied, weil in Woomera bereits ein Raketenstartplatz vorhanden war, der zum Start der Europa-Rakete verwendet werden konnte.

## Gründungsmitglieder
- Deutschland
- Australien
- Belgien
- Frankreich
- Großbritannien und Nordirland, ab 1972 nur noch als Beobachter
- Italien
- Niederlande